# Boeing RC-135
De Boeing RC-135 is een militair verkenningsvliegtuig dat wordt gebruikt voor het verzamelen van Electronic Intelligence (ELINT). Het toestel is uitgerust met geavanceerde apparatuur ten behoeve van het detecteren, het lokaliseren en het doorgeven van opgevangen datacommunicatie. 
Het vliegtuigframe van de RC-135 is gebaseerd op de C-135 Stratolifter, een toestel dat afgeleid is van het Boeing 367-80 prototype.
In 2005 werden alle RC-135’s voorzien van nieuwe General Electric F108 motoren die ook op de KC-135 Stratotanker worden gebruikt. Tevens hebben alle toestellen een digitale glass cockpit gekregen.
Alle 17 overgebleven operationele RC-135’s zijn toegewezen aan 55th Wing van het Air Combat Command (ACC) en permanent gestationeerd op de vliegbasis Offutt, Nebraska. Zij worden wereldwijd ingezet.

## Geschiedenis
De RC-135 stamt nog uit 1961; de toestellen werden oorspronkelijk gebouwd om te voorzien in de behoefte aan strategische verkenningsvliegtuigen van het toenmalige Strategic Air Command (SAC).
In de loop van de tijd ondersteunden varianten van de RC-135 operaties boven Vietnam, boven de Middellandse Zee tijdens operatie Eldorado Canyon, boven Grenada tijdens operatie Urgent Fury, boven Panama tijdens operatie Just Cause, boven Bosnië tijdens de operaties Deliberate Force en Allied Force, boven Irak tijdens de operaties Desert Shield en Desert Storm, Enduring Freedom en Iraqi Freedom.
De toestellen opereren vanaf de jaren ’90 geregeld in het Midden-Oosten en zijn sinds 2005 ook actief boven Afghanistan. In 2022 vindt inzet plaats in Oost-Polen.
In september 2022 schoot een Russische Soechoj Soe-27 een lucht-luchtraket naar een Britse RC-135 Rivet Joint in het internationale luchtruim boven de Zwarte Zee voor de Krim, maar die miste.

## Typen, toepassing en inzet
- De RC-135B is de kale standaardversie van de USAF

- De RC-135C Big Team (7 exemplaren gebouwd) was aangepast voor strategische verkenning; het is hiervoor uitgerust met het AN/ASD-1 verkenningssysteem en uitstulpende zijantennes. Hierdoor kreeg het toestel zijn bijnaam ‘chipmunk’ (hamster). De toestellen werden later omgebouwd tot RC-135V’s.

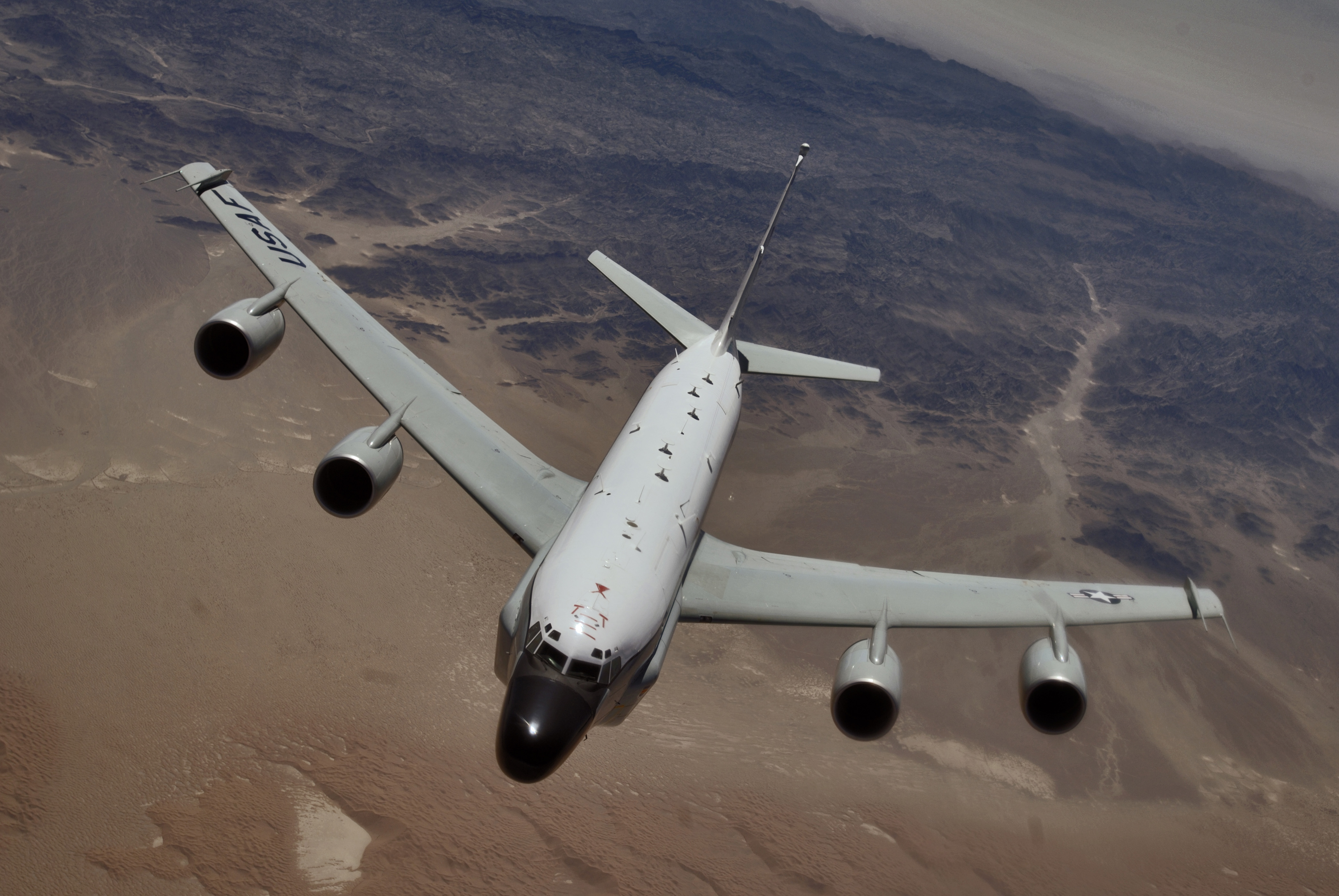
Vooraanzicht Rivet Joint

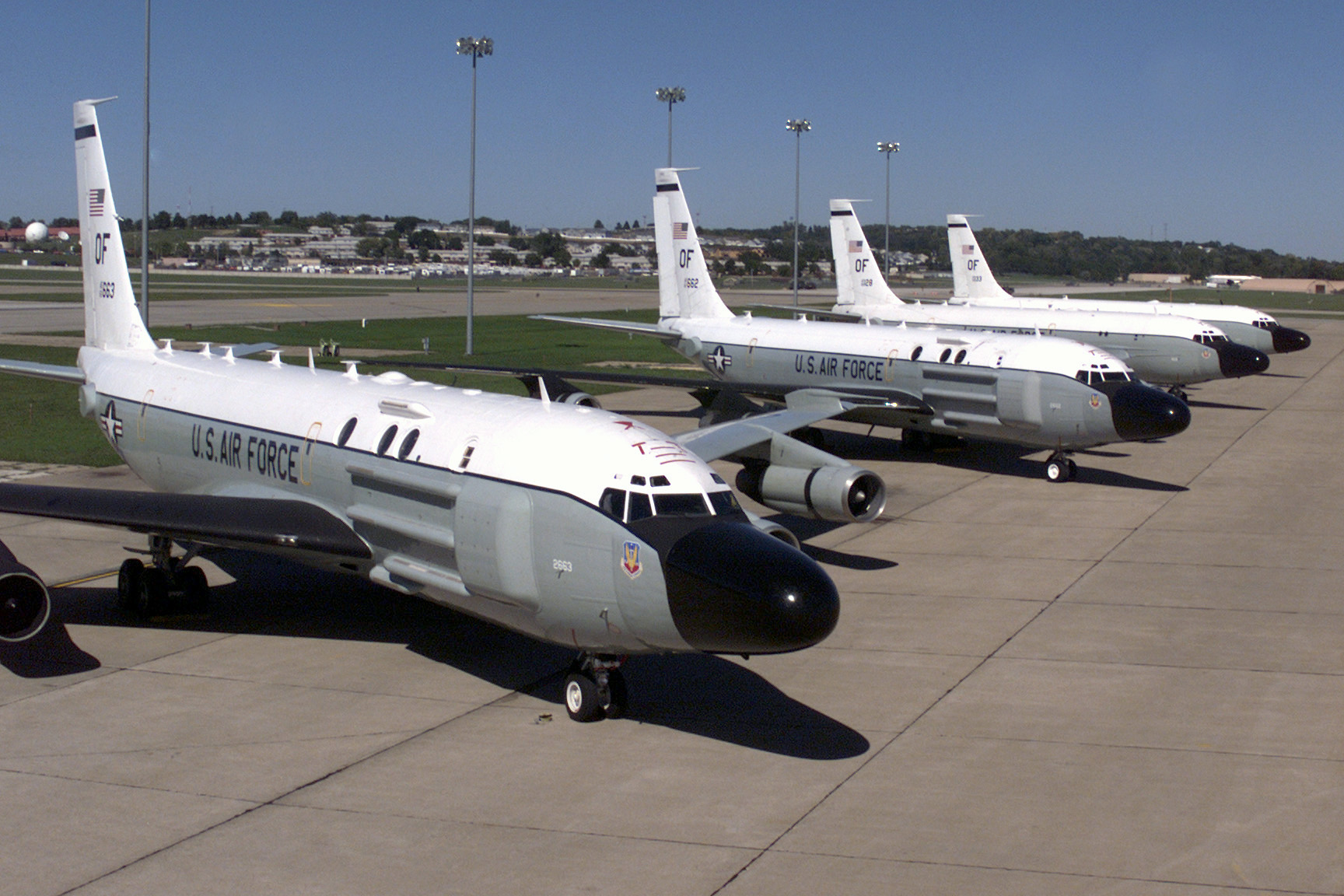
Cobra Ball

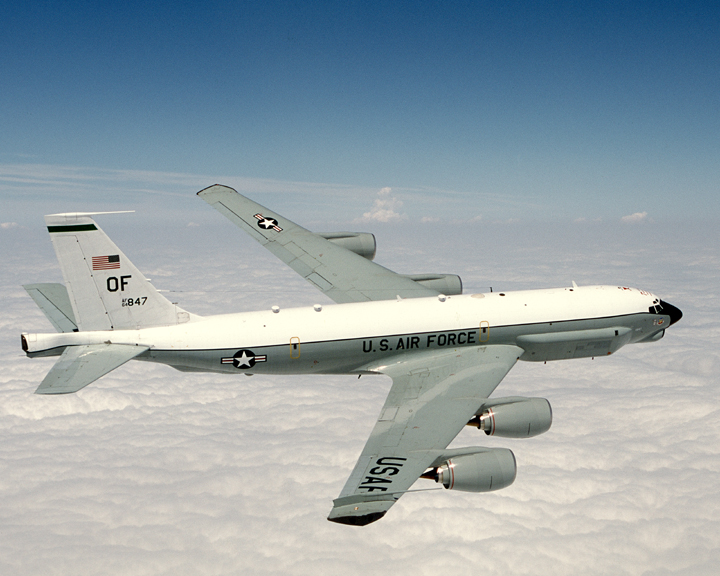
RC-135U Combat Sent

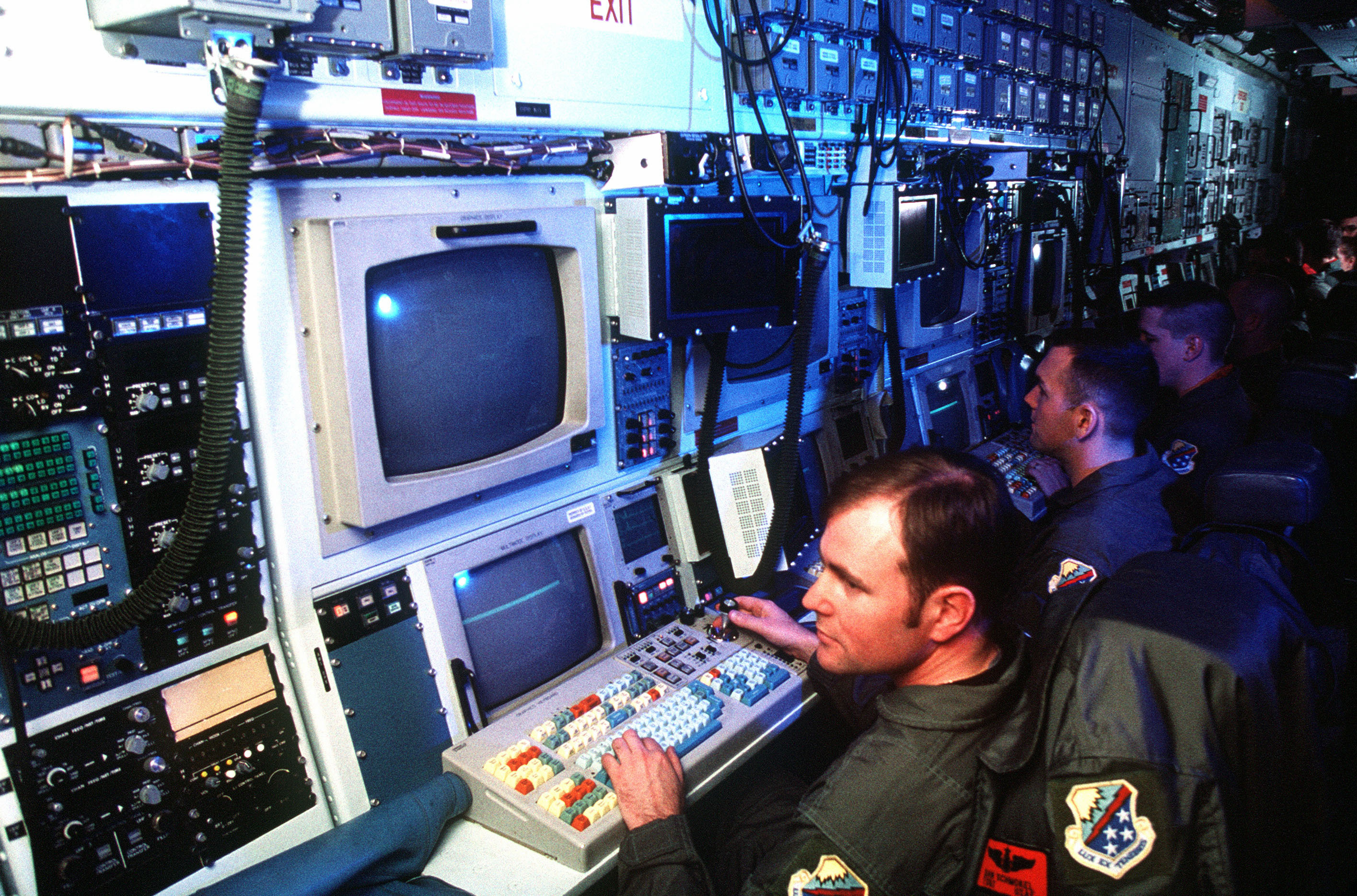
Interieur Rivet Joint

- De RC-135D Rivet Brass (drie exemplaren gebouwd) werden oorspronkelijk geleverd als KC-135A tankvliegtuigen zonder tankcapaciteit. Het Rivet Brass project waarop deze toestellen vanaf 1961 werden ingezet was gericht op het vergaren van elektronische communicatie en stuursignalen aan de noordgrens van de toenmalige Sovjet-Unie. Na afsluiting van Rivet Brass werden de toestellen omgebouwd tot tankvliegtuig.

- De RC-135 E Rivet Amber (één exemplaar gebouwd) was een uniek toestel; het was uitgerust met een vaste Hughes phased array radar van 17.000 kg. Dit maakte de RC-135 het zwaarste en duurste toestel van zijn tijd. Het toestel had als missie het monitoren van Russische raketlanceringen en werd onder het project Rivet Amber ingezet vanaf het eiland Shemya in Alaska. Het toestel opereerde samen met andere toestellen die voor de projecten Rivet Ball en Cobra Ball (zie verderop) waren uitgerust. Op 5 juni 1969 vloog het toestel van Shemya naar Eielson Air Force Base, nadat schade aan de staartsectie was vastgesteld. De bemanning rapporteerde tijdens de vlucht boven de Beringzee vibraties, en vervolgens werd contact met het toestel verloren. Ondanks een ruim drie weken durende zoekactie werden geen brokstukken of menselijke resten teruggevonden.[2]

- De RC-135M Rivet Card (zes exemplaren gebouwd) opereerde vanaf de vliegbasis Kadena, Japan boven Zuidoost Azië tijdens de Vietnamoorlog en verzamelden Noord Vietnamese ELINT informatie met betrekking tot raketafweer. Na 1975 werden de toestellen omgebouwd tot RC-135 V/W.

- De RC-135S Rivet Ball (één exemplaar gebouwd) was in 1967 de voorganger van het project Cobra Ball en uitgerust met een grote S-band radar en vele camera’s. Het bewaakte de eerste Russische tests met meervoudige raketkoppen (MIRV’s). Het toestel opereerde samen met het Rivet Amber toestel vanaf het eiland Shemya in Alaska. Op 13 januari 1969 werd het toestel totaal verwoest toen het tijdens een landing op Shemya als gevolg van aquaplaning van de landingsbaan schoot en in een ravijn stortte. De bemanning bleef ongedeerd.[3]

- De RC-135S Cobra Ball (vier exemplaren gebouwd) was speciaal uitgerust voor het verzamelen van elektronische telemetriegegevens van Russische ICBM’s tijdens de vlucht. Er zijn er nu (2006) nog steeds twee van in gebruik; deze zijn gestationeerd op de vliegbasis Offutt in Nebraska.

- De RC-135U Combat Sent (zes exemplaren gebouwd) is een verkenningstoestel uitgerust voor het opsporen en herkennen van elk mogelijk radarsignaal en voor het doorzenden van die signalen naar grondstations. Anno 2006 waren hiervan nog twee stuks in gebruik; deze zijn gestationeerd op de vliegbasis Offutt, Nebraska.

- De RC-135 V/W Rivet Joint (zeven exemplaren gebouwd) is uitgerust voor het volgen en lokaliseren van datacommunicatie via het internet. De gegevens en exacte plaatsbepaling kunnen daarna worden doorgezonden naar grondstations. Het verschil tussen de V en W configuratie bestaat slechts uit een nieuwer type motoren van de W-configuratie.

- De RC-135X  Cobra Eye (één exemplaar gebouwd) is medio jaren tachtig uitgerust voor het opsporen van naderende raketten en in 1993 omgebouwd tot RC-135W.